# Bièvres (Essonne)
Bièvres település Franciaországban, Essonne megyében. Lakosainak száma 4700 fő (2022. január 1.). Bièvres Vélizy-Villacoublay, Jouy-en-Josas, Igny, Saclay, Vauhallan, Verrières-le-Buisson, Châtenay-Malabry és Clamart községekkel határos.

## Népesség
A település népességének változása:
| Lakosok száma | 4483 | 4564 | 4744 | 4639 | 4662 | 4823 | 4796 | 4748 | 4700 |
|               | 2013 | 2015 | 2016 | 2017 | 2018 | 2019 | 2020 | 2021 | 2022 |